# Wildau-Wentdorf
Wildau-Wentdorf is een Ortsteil van de gemeente Dahmetal in de Duitse deelstaat Brandenburg ten zuiden van de hoofdstad Berlijn. Tot 31 december 2001 was Wildau-Wentdorf een zelfstandige gemeente. 

## Geschiedenis
Na het Congres van Wenen werden de voormalige Saksische dorpen Wentdorf en Wildau toegewezen aan het koninkrijk Pruisen.
Op 25 juli 1952 werden de plaatsen opgenomen in de Kreis Luckau in het Bezirk Cottbus van de Duitse Democratische Republiek. Op 1 oktober 1962 werden de dorpen samengevoegd tot gemeente, die op 31 december 2001 met Görsdorf en Prensdorf fuseerde tot de gemeente Dahmetal.